# Volta a Castela e Leão de 2017
A 32.ª edição da Volta a Castela e Leão foi uma carreira ciclista que se disputou entre 19 e 21 de maio de 2017. Esteve composta por três etapas, todas em estrada. A carreira começou em Aguilar de Campoo e finalizou em León para completar assim um percurso total de 479,9 km.
A carreira fez parte do UCI Europe Tour de 2017, dentro da categoria UCI 2.1.
Inicialmente décimo da prova, o espanhol Jaime Rosón é desclassificado por dopagem.

## Equipas participantes
| Equipe WorldTeam- Movistar Team Equipes profissionais Continentais (4)- Androni Giocattoli - Caja Rural-Seguros RGA - Direct Énergie - Israel Cycling Academy Equipes Continentais (13)- Bicicletas Strongman - Bolivia - Burgos-BH - Efapel - Euskadi Basque Country-Murias - Kuwait-Cartucho.es - LA Alumínios-Metalusa-BlackJack - Lokosphinx - Medellín-Inder - RP-Boavista - Sapura - Sporting-Tavira - W52-FC Porto |
| |

## Etapas
| Etapa | Data    | Percurso                                  | type           | Distância (km) | Vencedor             | Líder geral          |
| ----- | ------- | ----------------------------------------- | -------------- | -------------- | -------------------- | -------------------- |
| 1     | 19 mai. | Aguilar de Campoo – Santibáñez de la Peña | etapa plana    | 168            | Alexander Evtushenko | Alexander Evtushenko |
| 2     | 20 mai. | Velilla del Río Carrión – La Camperona    | média montanha | 166,4          | Jonathan Hivert      | Jonathan Hivert      |
| 3     | 21 mai. | Ponferrada – Leão                         | etapa plana    | 145,5          | Carlos Barbero       | Jonathan Hivert      |

### 1.ª etapa
| \| Classificação por etapas \| Classificação por etapas \| Classificação por etapas \| Classificação por etapas \| Classificação por etapas \| \| Ciclista \| Ciclista \| Equipe \| Tempo \| \| \| ------------------------ \| ---------------------------- \| ----------------------------- \| ------------------------ \| ------------------------ \| \| 1. \| Alexander Evtushenko \| Lokosphinx \| 3h58m35s \| \| \| 2. \| Daniel Mestre \| Efapel \| + 7s \| \| \| 3. \| Rafael Reis \| Caja Rural-Seguros RGA \| + 7s \| \| \| 4. \| Jonathan Hivert \| Direct Énergie \| + 7s \| \| \| 5. \| Dayer Quintana \| Movistar Team \| + 7s \| \| \| 6. \| Óscar Rodríguez Garaicoechea \| Euskadi Basque Country-Murias \| + 7s \| \| \| 7. \| Daniel Rozo \| Bicicletas Strongman \| + 7s \| \| \| 8. \| João Rodrigues \| W52-FC Porto \| + 7s \| \| \| 9. \| Mattia Cattaneo \| Androni-Sidermec-Bottecchia \| + 7s \| \| \| 10. \| Nicolás Paredes \| Medellín-Inder \| + 7s \| \| |                              |                               |          |
| |                              |                               |          |
| Fonte: ProCyclingStats |                              |                               |          |
| Classificação por etapas |                              |                               |          |
| Ciclista | Ciclista                     | Equipe                        | Tempo    |
| 1. | Alexander Evtushenko         | Lokosphinx                    | 3h58m35s |
| 2. | Daniel Mestre                | Efapel                        | + 7s     |
| 3. | Rafael Reis                  | Caja Rural-Seguros RGA        | + 7s     |
| 4. | Jonathan Hivert              | Direct Énergie                | + 7s     |
| 5. | Dayer Quintana               | Movistar Team                 | + 7s     |
| 6. | Óscar Rodríguez Garaicoechea | Euskadi Basque Country-Murias | + 7s     |
| 7. | Daniel Rozo                  | Bicicletas Strongman          | + 7s     |
| 8. | João Rodrigues               | W52-FC Porto                  | + 7s     |
| 9. | Mattia Cattaneo              | Androni-Sidermec-Bottecchia   | + 7s     |
| 10. | Nicolás Paredes              | Medellín-Inder                | + 7s     |

| \| Classificação geral \| Classificação geral \| Classificação geral \| Classificação geral \| Classificação geral \| \| Ciclista \| Ciclista \| Equipe \| Tempo \| \| \| ------------------- \| ---------------------------- \| ----------------------------- \| ------------------- \| ------------------- \| \| 1. \| Alexander Evtushenko \| Lokosphinx \| 3h58m24s \| \| \| 2. \| Daniel Mestre \| Efapel \| + 9s \| \| \| 3. \| Rafael Reis \| Caja Rural-Seguros RGA \| + 14s \| \| \| 4. \| Jonathan Hivert \| Direct Énergie \| + 15s \| \| \| 5. \| Dayer Quintana \| Movistar Team \| + 16s \| \| \| 6. \| João Rodrigues \| W52-FC Porto \| + 16s \| \| \| 7. \| Mattia Cattaneo \| Androni-Sidermec-Bottecchia \| + 17s \| \| \| 8. \| Óscar Rodríguez Garaicoechea \| Euskadi Basque Country-Murias \| + 18s \| \| \| 9. \| Daniel Rozo \| Bicicletas Strongman \| + 18s \| \| \| 10. \| Nicolás Paredes \| Medellín-Inder \| + 18s \| \| |                              |                               |          |
| |                              |                               |          |
| Fonte: ProCyclingStats |                              |                               |          |
| Classificação geral |                              |                               |          |
| Ciclista | Ciclista                     | Equipe                        | Tempo    |
| 1. | Alexander Evtushenko         | Lokosphinx                    | 3h58m24s |
| 2. | Daniel Mestre                | Efapel                        | + 9s     |
| 3. | Rafael Reis                  | Caja Rural-Seguros RGA        | + 14s    |
| 4. | Jonathan Hivert              | Direct Énergie                | + 15s    |
| 5. | Dayer Quintana               | Movistar Team                 | + 16s    |
| 6. | João Rodrigues               | W52-FC Porto                  | + 16s    |
| 7. | Mattia Cattaneo              | Androni-Sidermec-Bottecchia   | + 17s    |
| 8. | Óscar Rodríguez Garaicoechea | Euskadi Basque Country-Murias | + 18s    |
| 9. | Daniel Rozo                  | Bicicletas Strongman          | + 18s    |
| 10. | Nicolás Paredes              | Medellín-Inder                | + 18s    |

### 2.ª etapa
| \| Classificação por etapas \| Classificação por etapas \| Classificação por etapas \| Classificação por etapas \| Classificação por etapas \| \| Ciclista \| Ciclista \| Equipe \| Tempo \| \| \| ------------------------ \| ------------------------ \| --------------------------- \| ------------------------ \| ------------------------ \| \| 1. \| Jonathan Hivert \| Direct Énergie \| 4h12m43s \| \| \| 2. \| Jaime Rosón \| Caja Rural-Seguros RGA \| + 16s \| \| \| 3. \| Henrique Casimiro \| Efapel \| + 31s \| \| \| 4. \| Richard Carapaz \| Movistar Team \| + 36s \| \| \| 5. \| Frederico Figueiredo \| Sporting-Tavira \| + 40s \| \| \| 6. \| Óscar Sevilla \| Medellín-Inder \| + 43s \| \| \| 7. \| António Carvalho \| W52-FC Porto \| + 46s \| \| \| 8. \| Joaquim Silva \| W52-FC Porto \| + 51s \| \| \| 9. \| Rodolfo Torres \| Androni-Sidermec-Bottecchia \| + 1m02s \| \| \| 10. \| Alessio Taliani \| Androni-Sidermec-Bottecchia \| + 1m02s \| \| |                      |                             |          |
| |                      |                             |          |
| Fonte: ProCyclingStats |                      |                             |          |
| Classificação por etapas |                      |                             |          |
| Ciclista | Ciclista             | Equipe                      | Tempo    |
| 1. | Jonathan Hivert      | Direct Énergie              | 4h12m43s |
| 2. | Jaime Rosón          | Caja Rural-Seguros RGA      | + 16s    |
| 3. | Henrique Casimiro    | Efapel                      | + 31s    |
| 4. | Richard Carapaz      | Movistar Team               | + 36s    |
| 5. | Frederico Figueiredo | Sporting-Tavira             | + 40s    |
| 6. | Óscar Sevilla        | Medellín-Inder              | + 43s    |
| 7. | António Carvalho     | W52-FC Porto                | + 46s    |
| 8. | Joaquim Silva        | W52-FC Porto                | + 51s    |
| 9. | Rodolfo Torres       | Androni-Sidermec-Bottecchia | + 1m02s  |
| 10. | Alessio Taliani      | Androni-Sidermec-Bottecchia | + 1m02s  |

| \| Classificação geral \| Classificação geral \| Classificação geral \| Classificação geral \| Classificação geral \| \| Ciclista \| Ciclista \| Equipe \| Tempo \| \| \| ------------------- \| -------------------- \| --------------------------- \| ------------------- \| ------------------- \| \| 1. \| Jonathan Hivert \| Direct Énergie \| 8h11m12s \| \| \| 2. \| Jaime Rosón \| Caja Rural-Seguros RGA \| + 38s \| \| \| 3. \| Henrique Casimiro \| Efapel \| + 55s \| \| \| 4. \| Richard Carapaz \| Movistar Team \| + 1m04s \| \| \| 5. \| Frederico Figueiredo \| Sporting-Tavira \| + 1m08s \| \| \| 6. \| Óscar Sevilla \| Medellín-Inder \| + 1m11s \| \| \| 7. \| António Carvalho \| W52-FC Porto \| + 1m14s \| \| \| 8. \| Joaquim Silva \| W52-FC Porto \| + 1m19s \| \| \| 9. \| Rodolfo Torres \| Androni-Sidermec-Bottecchia \| + 1m30s \| \| \| 10. \| Alessio Taliani \| Androni-Sidermec-Bottecchia \| + 1m30s \| \| |                      |                             |          |
| |                      |                             |          |
| Fonte: ProCyclingStats |                      |                             |          |
| Classificação geral |                      |                             |          |
| Ciclista | Ciclista             | Equipe                      | Tempo    |
| 1. | Jonathan Hivert      | Direct Énergie              | 8h11m12s |
| 2. | Jaime Rosón          | Caja Rural-Seguros RGA      | + 38s    |
| 3. | Henrique Casimiro    | Efapel                      | + 55s    |
| 4. | Richard Carapaz      | Movistar Team               | + 1m04s  |
| 5. | Frederico Figueiredo | Sporting-Tavira             | + 1m08s  |
| 6. | Óscar Sevilla        | Medellín-Inder              | + 1m11s  |
| 7. | António Carvalho     | W52-FC Porto                | + 1m14s  |
| 8. | Joaquim Silva        | W52-FC Porto                | + 1m19s  |
| 9. | Rodolfo Torres       | Androni-Sidermec-Bottecchia | + 1m30s  |
| 10. | Alessio Taliani      | Androni-Sidermec-Bottecchia | + 1m30s  |

### 3.ª etapa
| \| Classificação por etapas \| Classificação por etapas \| Classificação por etapas \| Classificação por etapas \| Classificação por etapas \| \| Ciclista \| Ciclista \| Equipe \| Tempo \| \| \| ------------------------ \| ------------------------ \| ----------------------------- \| ------------------------ \| ------------------------ \| \| 1. \| Carlos Barbero \| Movistar Team \| 3h37m16s \| \| \| 2. \| Mihkel Räim \| Israel Cycling Academy \| + 0s \| \| \| 3. \| Sergey Shilov \| Lokosphinx \| + 0s \| \| \| 4. \| Eduard Prades \| Caja Rural-Seguros RGA \| + 0s \| \| \| 5. \| Tony Hurel \| Direct Énergie \| + 0s \| \| \| 6. \| Daniel Freitas \| W52-FC Porto \| + 0s \| \| \| 7. \| Andrea Vendrame \| Androni-Sidermec-Bottecchia \| + 0s \| \| \| 8. \| Lilian Calmejane \| Direct Énergie \| + 0s \| \| \| 9. \| Adrian González Velasco \| Euskadi Basque Country-Murias \| + 0s \| \| \| 10. \| Marvin Angarita \| Bolivia \| + 0s \| \| |                         |                               |          |
| |                         |                               |          |
| Fonte: ProCyclingStats |                         |                               |          |
| Classificação por etapas |                         |                               |          |
| Ciclista | Ciclista                | Equipe                        | Tempo    |
| 1. | Carlos Barbero          | Movistar Team                 | 3h37m16s |
| 2. | Mihkel Räim             | Israel Cycling Academy        | + 0s     |
| 3. | Sergey Shilov           | Lokosphinx                    | + 0s     |
| 4. | Eduard Prades           | Caja Rural-Seguros RGA        | + 0s     |
| 5. | Tony Hurel              | Direct Énergie                | + 0s     |
| 6. | Daniel Freitas          | W52-FC Porto                  | + 0s     |
| 7. | Andrea Vendrame         | Androni-Sidermec-Bottecchia   | + 0s     |
| 8. | Lilian Calmejane        | Direct Énergie                | + 0s     |
| 9. | Adrian González Velasco | Euskadi Basque Country-Murias | + 0s     |
| 10. | Marvin Angarita         | Bolivia                       | + 0s     |

## Classificações finais
- As classificações finalizaram da seguinte forma:

### Classificação geral
| \| Classificação geral \| Classificação geral \| Classificação geral \| Classificação geral \| Classificação geral \| \| Ciclista \| Ciclista \| Equipe \| Tempo \| \| \| ------------------- \| -------------------- \| --------------------------- \| ------------------- \| ------------------- \| \| 1. \| Jonathan Hivert \| Direct Énergie \| 11h48m28s \| \| \| 2. \| Henrique Casimiro \| Efapel \| + 55s \| \| \| 3. \| Richard Carapaz \| Movistar Team \| + 1m04s \| \| \| 5. \| Frederico Figueiredo \| Sporting-Tavira \| + 1m08s \| \| \| 6. \| Óscar Sevilla \| Medellín-Inder \| + 1m09s \| \| \| 7. \| António Carvalho \| W52-FC Porto \| + 1m14s \| \| \| 8. \| Joaquim Silva \| W52-FC Porto \| + 1m19s \| \| \| 9. \| Jesús del Pino \| Efapel \| + 1m28s \| \| \| 10. \| Rodolfo Torres \| Androni-Sidermec-Bottecchia \| + 1m30s \| \| |                      |                             |           |
| |                      |                             |           |
| Fonte: ProCyclingStats |                      |                             |           |
| Classificação geral |                      |                             |           |
| Ciclista | Ciclista             | Equipe                      | Tempo     |
| 1. | Jonathan Hivert      | Direct Énergie              | 11h48m28s |
| 2. | Henrique Casimiro    | Efapel                      | + 55s     |
| 3. | Richard Carapaz      | Movistar Team               | + 1m04s   |
| 5. | Frederico Figueiredo | Sporting-Tavira             | + 1m08s   |
| 6. | Óscar Sevilla        | Medellín-Inder              | + 1m09s   |
| 7. | António Carvalho     | W52-FC Porto                | + 1m14s   |
| 8. | Joaquim Silva        | W52-FC Porto                | + 1m19s   |
| 9. | Jesús del Pino       | Efapel                      | + 1m28s   |
| 10. | Rodolfo Torres       | Androni-Sidermec-Bottecchia | + 1m30s   |

## Evolução das classificações
| Etapa (Vencedor)                 | Classificação geral  | Classificação por pontos | Classificação da montanha                 | Classificação das metas volantes | Classificação por equipas |
| -------------------------------- | -------------------- | ------------------------ | ----------------------------------------- | -------------------------------- | ------------------------- |
| 1.ª etapa (Alexandr Yevtushenko) | Alexandr Yevtushenko | Alexandr Yevtushenko     | João Rodrigues (ciclista)\|João Rodrigues | Daniel Mestre                    | Efapel                    |
| 2.ª etapa (Jonathan Hivert)      | Jonathan Hivert      | Jonathan Hivert          | João Rodrigues (ciclista)\|João Rodrigues | Daniel Mestre                    | Androni Giocattoli        |
| 3.ª etapa (Carlos Barbero)       | Jonathan Hivert      | Jonathan Hivert          | João Rodrigues (ciclista)\|João Rodrigues | Daniel Mestre                    | Androni Giocattoli        |
| Classificação final              | Jonathan Hivert      | Jonathan Hivert          | João Rodrigues (ciclista)\|João Rodrigues | Daniel Mestre                    | Androni Giocattoli        |